# Liste der Veteranenminister Osttimors
Dies ist eine Liste der Veteranenminister Osttimors (offiziell: Minister für Angelegenheiten der Kombattanten Nationalen Befreiung) seit der Ausrufung der Unabhängigkeit 1975. Zusätzlich werden, sofern als Amt vorgesehen, die dem Veteranenministerium untergeordneten Staatssekretäre angegeben. Erst seit 2020 ist das Ressort einem Minister unterstellt, davor waren Staatssekretäre für den Bereich verantwortlich.

## Minister
| Verteidigungsminister Osttimors       |               |                         |               |                           |
| Regierung                             | Foto          | Name                    | Partei        | Amtszeit                  |
| Regierung der FRETILIN/ Exilregierung | nicht besetzt | nicht besetzt           | nicht besetzt | 1975–2000                 |
| I UNTAET                              | nicht besetzt | nicht besetzt           | nicht besetzt | 2000–2001                 |
| II UNTAET                             | nicht besetzt | nicht besetzt           | nicht besetzt | 2001–2002                 |
| I.                                    | nicht besetzt | nicht besetzt           | nicht besetzt | 2002–2006                 |
| II.                                   | nicht besetzt | nicht besetzt           | nicht besetzt | 2006–2007                 |
| III.                                  | nicht besetzt | nicht besetzt           | nicht besetzt | 2007                      |
| IV.                                   | nicht besetzt | nicht besetzt           | nicht besetzt | 2007–2012                 |
| V.                                    | nicht besetzt | nicht besetzt           | nicht besetzt | 2012–2015                 |
| VI.                                   | nicht besetzt | nicht besetzt           | nicht besetzt | 2015–2017                 |
| VII.                                  | nicht besetzt | nicht besetzt           | nicht besetzt | 2017–2018                 |
| VIII.                                 |               | Ágio Pereira            | CNRT          | 2018–2020 (kommissarisch) |
| VIII.                                 |               | Júlio Sarmento da Costa | PD            | 2020–2023                 |
| IX.                                   |               | Gil da Costa Monteiro   | CNRT          | seit 2023                 |

## Staatssekretäre
| Staatssekretäre                       |                                                                           |               |                         |               |           |
| Regierung                             | Amt                                                                       | Foto          | Name                    | Partei        | Amtszeit  |
| Regierung der FRETILIN/ Exilregierung | nicht besetzt                                                             | nicht besetzt | nicht besetzt           | nicht besetzt | 1975–2000 |
| I UNTAET                              | nicht besetzt                                                             | nicht besetzt | nicht besetzt           | nicht besetzt | 2000–2002 |
| II UNTAET                             | nicht besetzt                                                             | nicht besetzt | nicht besetzt           | nicht besetzt | 2002      |
| I.                                    | Staatssekretär für Veteranen und ehemalige Kämpfer                        |               | David Ximenes           | parteilos     | 2005–2006 |
| II.                                   | Staatssekretär für Veteranen und ehemalige Kämpfer                        |               | David Ximenes           | parteilos     | 2006–2007 |
| III.                                  | align="center" \| Staatssekretär für Veteranen und ehemalige Kämpfer      |               | David Ximenes           | parteilos     | 2007      |
| IV.                                   | Staatssekretär für Angelegenheiten der Veteranen der nationalen Befreiung |               | Mário Nicolau dos Reis  | PD            | 2007–2012 |
| IV.                                   | Staatssekretär für Veteranen und ehemalige Kämpfer                        |               | Júlio Sarmento da Costa | PD            | 2012–2015 |
| VI.                                   | nicht besetzt                                                             | nicht besetzt | nicht besetzt           | nicht besetzt | 2015–2017 |
| VII.                                  | Staatssekretär für Veteranen                                              |               | André da Costa Belo     | parteilos     | 2017–2018 |
| VIII.                                 | Staatssekretär für Angelegenheiten der Veteranen                          |               | Gil da Costa Monteiro   | unabhängig    | 2018–2022 |
| VIII.                                 | Staatssekretär für Angelegenheiten der Veteranen                          |               | Júlio da Conceição      | unabhängig    | 2022–2023 |
| IX.                                   | Staatssekretär für Veteranen                                              | -             | César Merak             | parteilos     | seit 2023 |